# Sekulići (Czarnogóra)
Sekulići (cyr. Секулићи) – wieś w Czarnogórze, w gminie Danilovgrad. W 2011 roku liczyła 142 mieszkańców.